# Řetůvka
Řetůvka (en allemand : Klein Ritte) est une commune du district d'Ústí nad Orlicí, dans la région de Pardubice, en Tchéquie. Sa population s'élevait à 279 habitants en 2024.

## Géographie
Řetůvka se trouve à 4 km au sud-ouest d'Ústí nad Orlicí, à 43 km à l'est-sud-est de Pardubice et à 138 km à l'est de Prague.
La commune est limitée par Hrádek au nord-ouest, par Ústí nad Orlicí au nord, par Řetová à l'est et au sud-est, par Sloupnice au sud-ouest.

## Histoire
La première mention écrite de la localité date de 1292.

## Galerie

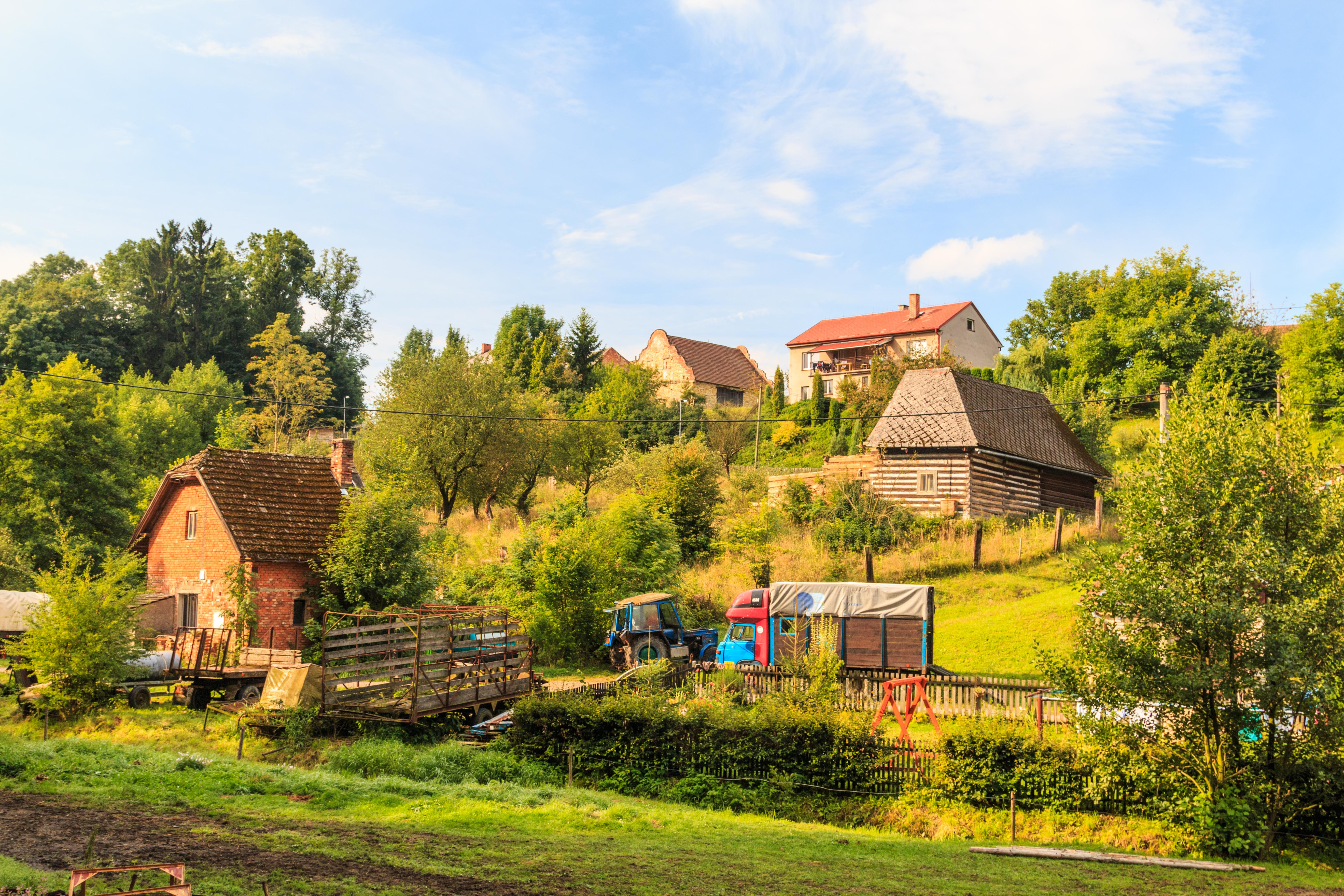
Řetůvka : maisons.
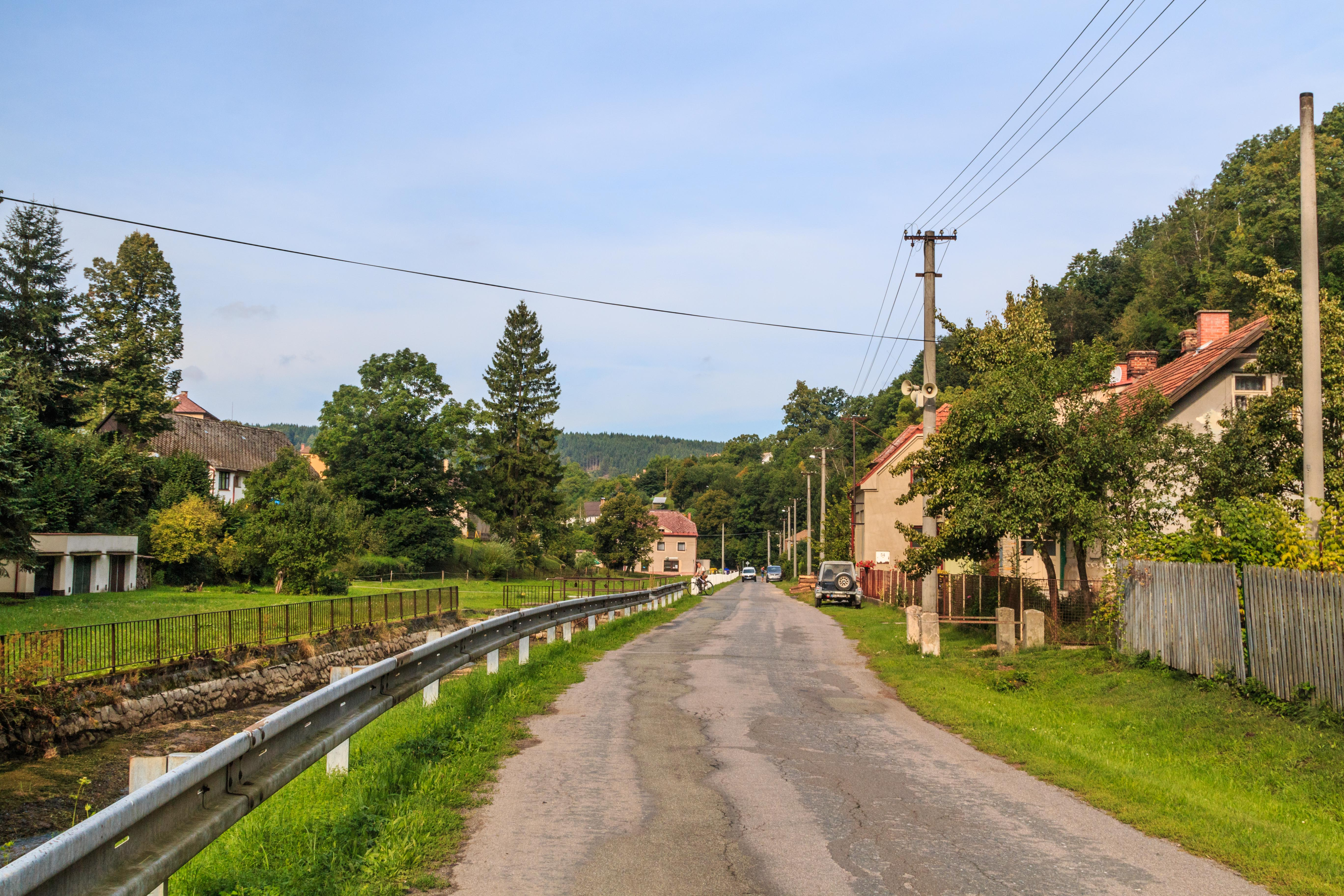
Rue à Řetůvka.

## Transports
Par la route, Řetůvka trouve à 6 km d'Ústí nad Orlicí, à 59 km de Pardubice et à 175 km de Prague. 